# 東亜会
東声会（とうせいかい）は、東京都の暴力団。2022年現在、指定暴力団の指定は受けていない。構成員数は2022年時点で20数人。港区六本木に本部を置いていたが、2018年に暴排運動のため退去に追い込まれ、大田区の老朽化したビルを本拠地にしたところ2022年に摘発された。
「東声会」として発足後、「東亜友愛事業組合」、「東亜会」を経て「東声会」に改名したとされる。

## 他団体関係
関東地方を本拠地とする稲川会、住吉会、松葉会、双愛会という4団体とともに、博徒系の親睦団体・関東二十日会を結成している（2024年現在は関東親睦会と改称）。
山口組とは田岡一雄―町井久之の兄弟盃以来、沖田守弘（薛伟超）が三代目山口組、四代目山口組で「若頭補佐待遇」とされるなど友好関係を保ち、親戚団体の一つとなっている。2005年、六代目山口組組長を襲名した司忍を後見人に迎え、関係を更に強化した。

## 歴代会長・理事長
- 東声会会長 - 町井久之（本名 鄭 建永）
- 東亜友愛事業組合初代理事長 - 平野富士松
- 東亜友愛事業組合二代目理事長 - 沖田守弘
- 東亜友愛理事長 - 二村昭平
- 東亜会初代会長 - 二村昭平
- 東亜会二代目会長 - 金海芳雄
- 東声会会長 - 早野 泰 2019年11月銃刀法違反の組織的けん銃加重所持などの疑いで逮捕[3]

## 最高幹部
二代目　会長 -早野 秦  (五代目 伊藤興業 会長)
理事長 - 相馬 雄二  (四代目 金海興業 会長)
- 2022年5月、東京都暴力団排除条例違反で逮捕[1]

本部長 - 吉川 廣  (五代目 伊藤興業 代表代行)・（絶縁）
執行部 - 中田孝行（破門）
顧問 - 牛腸 正男  (四代目 金海興業 顧問)
顧問 - 村尾幸一郎 (四代目 金海興業 顧問)
幹事長 - 高橋 勝 
常任相談役 - 吉川 登志雄  (四代目 金海興業 最高顧問)
常任相談役 - 田中 稔  (四代目 伊藤興業 会長)
事務局長 - 新井 栄一